# Championnat du Maroc de football de deuxième division 2011-2012
Le Championnat du Maroc de football D2 2011-2012 est la 56e édition du championnat du Maroc de football D2. Elle oppose dix-huis clubs regroupées au sein d'une poule unique où les équipes se rencontrent deux fois, à domicile et à l'extérieur. En fin de saison, les quatre derniers sont relégués et remplacés par les quatre meilleurs clubs de GNFA1, la troisième division marocaine. C'est le Raja de Béni Mellal qui remporte le championnat. 
La saison débute le vendredi 19 août 2011, la dernière journée aura lieu le 27 mai 2012.
Les deux premières places sont qualificatives à la Botola Pro 2012-2013. 

## Les clubs de l'édition 2011-2012
Légende des couleurs
- Promu de GNFA 1
- Relégué du GNF 1

| Club                               | Classement 2010-2011 | Entraîneur        | Stade                          | Capacité |
| ---------------------------------- | -------------------- | ----------------- | ------------------------------ | -------- |
| Kawkab de Marrakech                | 15                   | Ahmed Bahja       | Stade de Marrakech             | 45 240   |
| JS de Tadla                        | 16                   | Kamal kherfach    | Complexe sportif du Phosphate  | 10 000   |
| Union Aït Melloul                  | 3                    | Mbarek El Kadani  | Stade municipal d'Aït Melloul  | 5 000    |
| Club Athletic Youssoufia Berrechid | 4                    | -                 | Stade municipal de Berrechid   | 5 000    |
| TAS de Casablanca                  | 5                    | -                 | Stade Larbi Zaouli             | 30 000   |
| Mouloudia Club d'Oujda             | 6                    | -                 | Stade d'Honneur d'Oujda        | 35 000   |
| Union de Mohammédia                | 7                    | -                 | Stade El Bachir                | 10 000   |
| Chabab Houara                      | 8                    | -                 | Stade du 16-Novembre           | 8 000    |
| Rachad Bernoussi                   | 9                    | -                 | Complexe Bernoussi             | 10 000   |
| Racing de Casablanca               | 10                   | -                 | Stade Père Jégo                | 10 000   |
| IR Tanger                          | 11                   | -                 | Stade Ibn Batouta              | 45 000   |
| AS Salé                            | 12                   | Oughni et Ouchlla | Stade Boubker Ammar            | 10 000   |
| Union sportive Témara              | 13                   | -                 | Stade Yacoub El Mansour        | 5 000    |
| Stade marocain                     | 14                   | -                 | Stade Ahmed Chhoude            | 2 500    |
| Renaissance de Berkane             | 1 (Nord)             | -                 | Stade municipal de Berkane     | 10 000   |
| Raja de Beni Mellal                | 1 (Sud)              | -                 | Stade d'honneur de Beni Mellal | 12 000   |